# Colobothea ramosa
Colobothea ramosa es una especie de escarabajo longicornio del género Colobothea, categorizada en la tribu Colobotheini, de la subfamilia Lamiinae. Fue descrita por Bates en 1872.

## Descripción
Mide 9-16 mm de longitud.

## Distribución
Se distribuye por Guatemala, Honduras, México y Nicaragua.